# Campeonato Panamericano de Judo de 2013
El XXXVIII Campeonato Panamericano de Judo se celebró en San José (Costa Rica) entre el 19 y el 20 de abril de 2013 bajo la organización de la Confederación Panamericana de Judo.
En total se disputaron dieciséis pruebas diferentes, ocho masculinas y ocho femeninas.

## Resultados

### Masculino
| Evento  | Oro                                   | Plata                           | Bronce                                                             |
| ------- | ------------------------------------- | ------------------------------- | ------------------------------------------------------------------ |
| –55 kg  | Kelvin Vásquez · República Dominicana | Adonis Diaz Estados Unidos      | Cristian Toala · Ecuador · Armando Maita · Venezuela               |
| –60 kg  | Felipe Kitadai · Brasil               | Nabor Castillo · México         | Abel Montero · República Dominicana · Nick Kossor · Estados Unidos |
| –66 kg  | Luiz Revite · Brasil                  | Patrick Gagné · Canadá          | Charles Chibana · Brasil · Bradford Bolen · Estados Unidos         |
| –73 kg  | Nicholas Delpopolo Estados Unidos     | Magdiel Estrada · Cuba          | Bruno Mendonça · Brasil · Alejandro Clara · Argentina              |
| –81 kg  | Victor Penalber · Brasil              | Antoine Valois-Fortier · Canadá | Travis Stevens Estados Unidos Jonathan Fernandez Estados Unidos    |
| –90 kg  | Asley González · Cuba                 | Tiago Camilo · Brasil           | Alexandre Émond · Canadá · Jacob Larsen · Estados Unidos           |
| –100 kg | Renan Nunes · Brasil                  | José Armenteros · Cuba          | Dilyaver Sheykhislyamov · Canadá · Luciano Corrêa · Brasil         |
| +100 kg | Rafael Carlos da Silva · Brasil       | Óscar Brayson · Cuba            | Ramón Flores · México · Alex García Mendoza · Cuba                 |

### Femenino
| Evento | Oro                           | Plata                        | Bronce                                                    |
| ------ | ----------------------------- | ---------------------------- | --------------------------------------------------------- |
| –44 kg | Milagros González · Venezuela | Evelyn Rodríguez · Guatemala | Estefanía Soriano · República Dominicana                  |
| –48 kg | Sarah Menezes · Brasil        | Dayaris Mestre · Cuba        | Paula Pareto · Argentina · Edna Carrillo · México         |
| –52 kg | Yanet Bermoy Acosta · Cuba    | Luz Olvera · México          | Mónica Hernández · México · Érika Miranda · Brasil        |
| –57 kg | Rafaela Silva · Brasil        | Marti Malloy Estados Unidos  | Melissa Rodríguez · Argentina · Ketleyn Quadros · Brasil  |
| –63 kg | Maricet Espinosa · Cuba       | Katherine Campos · Brasil    | Hannah Martin · Estados Unidos · Diana Velasco · Colombia |
| –70 kg | Kelita Zupancic · Canadá      | Onix Cortés Aldama · Cuba    | Yuri Alvear · Colombia · Kayla Harrison · Estados Unidos  |
| –78 kg | Mayra Aguiar · Brasil         | Catherine Roberge · Canadá   | Keivi Pinto · Venezuela · Amy Cotton · Canadá             |
| +78 kg | Idalys Ortiz · Cuba           | Heidy Abreu · Cuba           | Melissa Mojica · Puerto Rico · Rochele Nunes · Brasil     |

## Medallero
| Núm. | País                 | Oro | Plata | Bronce | Total |
| ---- | -------------------- | --- | ----- | ------ | ----- |
| 1    | Brasil               | 8   | 2     | 6      | 16    |
| 2    | Cuba                 | 4   | 6     | 1      | 11    |
| 3    | Canadá               | 1   | 3     | 3      | 7     |
| 4    | Estados Unidos       | 1   | 2     | 7      | 10    |
| 5    | República Dominicana | 1   | 0     | 2      | 3     |
| 5    | Venezuela            | 1   | 0     | 2      | 3     |
| 7    | México               | 0   | 2     | 3      | 5     |
| 8    | Guatemala            | 0   | 1     | 0      | 1     |
| 9    | Argentina            | 0   | 0     | 3      | 3     |
| 10   | Colombia             | 0   | 0     | 2      | 2     |
| 11   | Ecuador              | 0   | 0     | 1      | 1     |
| 11   | Puerto Rico          | 0   | 0     | 1      | 1     |
|      | TOTAL                | 16  | 16    | 31     | 63    |